# 23804 Габер
23804 Габер (23804 Haber) — астероїд головного поясу, відкритий 17 серпня 1998 року.
Тіссеранів параметр щодо Юпітера — 3,532.